# Mocha
mocha（モカ）は、日本の男性イラストレーター。主にデジタルアートを使い、風景や背景を描く。フリーランス。
代表作は、イラスト集『BACKGROUND ARTWORKS』、イラスト集『Empathy』、技法書『背景作画 ゼロから学ぶプロの技』、小説『錆喰いビスコ』の世界観イラスト、CDジャケットイラスト『星影のエール』。

## 略歴
専門学校で3DCGを学んでいたが、新海誠のアニメーション映画『秒速5センチメートル』を観賞して背景で印象が変わる表現力に感動し、アニメの背景の学科に転向する。卒業までに半年程度しか背景を学べなかったが、アニメの背景を専門とする会社に就職する。研修中や入社当初は挫折を繰り返して心が押しつぶされそうになるが、入社3年目頃からどのように描けばキャラクターを引き立たせられるかなど演出する余裕が生まれ、背景を描くことが楽しくなる。
　やがて、退職しフリーランスとなった後も趣味や仕事で多くのオリジナルな背景を描く。2019年には、初の商業イラスト集『BACKGROUND ARTWORKS』を発表。2020年には、初の個展となるmocha版画デビュー展がアールビバン主催で開催。2022年には、台湾でも個展が開催された。

## イラスト

### イラスト集

#### 同人誌
- 少女レポート -廃墟- 2013年 - キャラクター作画：あいにぃ[9]
- Jikoman. 2014年[10]
- SAUDADE 2015年 - ファンタジーイラスト[11]
- キミニセカイヲ 2015年 - ファンタジーイラスト[12]
- したっけね！ 2015年 - キャラクター作画：TAKA[13]
- Parallel 2015年[14]
- 夢幻 2016年 - 空がテーマ[15]
- TRANCE 2016年[16]
- 廃景（廃墟風景） 2016年[17]
- Distance 距離 2016年[18]
- 虹雲 2017年 - ファンタジーイラスト[19]
- 廃憶（廃墟追憶） 2017年[20]
- エソラゴト 2017年[21]
- 365 空で溢れた世界 2018年[22]
- 廃想（廃墟妄想） 2018年[23]
- Faraway 2018年 - 小説装画、錆喰いビスコの世界観イラスト、CDジャケット作画を集めた物[24]。
- LOOK UP 2019年 - 空がテーマ[25]。
- 廃求（廃墟探求） 2019年[26]
- TRUE 2019年[27]
- Glorious by Melonbooks Girls Collection 2021GW 麗 2021年 メロンブックス - アンソロジー[28]。
- 廃墟集塊 2021年[29]
- Cross 季節の交差点 2022年[30]
- そらがたり 2022年[31]
- 深層世界 2023年[32]
- 四季眺望 2024年[33]

#### 商業誌
- 美しい情景イラストレーション 魅力的な風景を描くクリエイターズファイル 2017年 パイインターナショナル ISBN 9784756248596 - アンソロジー
- BACKGROUND ARTWORKS 2019年 ワニブックス ISBN 9784847068157
- Empathy 2021年 ワニブックス ISBN 9784847068645
- 青春ILLUSTRATION 人気イラストレーター38名が描く刹那の情景 2022年 日本文芸社 ISBN 9784537220285 - アンソロジー

### 技法書
- 昭和の東京を描く 背景イラストテクニック 2016年 玄光社 ISBN 9784768307342 - イラストレーター5名の合作
- 背景作画 ゼロから学ぶプロの技 神技作画シリーズ 2017年 KADOKAWA ISBN 9784046021519
  - 改訂版 背景作画 ゼロから学ぶプロの技 神技作画シリーズ 2021年 KADOKAWA ISBN 9784046053619

### ゲーム背景
- デキる娘をプロデュース☆アイドルラボ 2013年 DMM.R18[34]
- 祝姫 2016年 DMM.comラボ[35]
- Re:LieF〜親愛なるあなたへ〜 2016年 RASK[36]
- TrymenT 今を変えたいと願うあなたへ 2020年 TrymenT[37]

### 小説装画
- 高橋由太『神様の見習い もののけ探偵社はじめました』 2016年 宝島社文庫 ISBN 9784800257581[38]
- 岬鷺宮『踊り場姫コンチェルト』 2016年 メディアワークス文庫 ISBN 9784048922784 - キャラ作画監修：雫将維、クロノミツキ[39]
- 雪富千晶紀『死と呪いの島で、僕らは』 2016年 角川ホラー文庫 ISBN 9784041047354 - 死呪の島の改題[40]
- 太田忠司『さよなら、と嘘をつく 沙之里幽譚』 小説屋sari-sari 2016年11月号 - 扉絵[41]
- 天音のわる『ラスボスの向こう側』 2017年 宝島社 ISBN 9784800265975 - キャラクター作画：伍長[42]
- 雪富千晶紀『黄泉がえりの町で、君と』 2017年 角川ホラー文庫 ISBN 9784041056981[43]
- 美城圭『雪があたたかいなんていままで知らなかった』 2018年 集英社オレンジ文庫 ISBN 9784086801737[44]
- 五十嵐雄策『下町俳句お弁当処 芭蕉庵のおもてなし』 2018年 メディアワークス文庫 ISBN 9784048936279[45]
- 瘤久保慎司『錆喰いビスコ』 2018年〜 電撃文庫 - 世界観イラストを担当
- かたやま和華『私、あなたと縁切ります！』 2018年 集英社オレンジ文庫 ISBN 9784086801836[46]
- 宮内悠介『アメリカ最後の実験』 2018年 新潮文庫 ISBN 9784101215419[47]
- 朝比奈希夜『神様の護り猫 最後の願い叶えます』 2018年 小学館文庫 ISBN 9784094065527[48]
- 上野遊『農村ガール!』 2018年 メディアワークス文庫 ISBN 9784049120417[49]
- 入江棗『君がいうなら噓じゃない』 2018年 光文社キャラ文庫 ISBN 9784334777388[50]
- いぬじゅん『願うなら、星と花火が降る夜に』 2019年 LINE文庫 ISBN 9784908588754[51]
- 海猫沢めろん『もういない君と話したかった７つのこと　孤独と自由のレッスン』 2019年 角川文庫 ISBN 9784041077740[52]
- 櫻いいよ『そういふものにわたしはなりたい』 2019年 スターツ出版文庫 ISBN 9784813707745[53]
- 櫻いいよ『偽りの君と、十四日間の恋をした』 2020年 KADOKAWA ISBN 9784040736952[54]
- いぬじゅん『君と見つけたあの日のif』 2021年 PHP文芸文庫 ISBN 9784569901015[55]
- いぬじゅん『君のいない世界に、あの日の流星が降る』 2022年 スターツ出版文庫 ISBN 9784813712411[56]
- すめらぎひよこ『我が焔炎にひれ伏せ世界 ep.1 魔王城、燃やしてみた』 2022年 角川スニーカー文庫 ISBN 9784041128787
- 池上永一『海神の島』 2023年 中公文庫 ISBN 9784122073760
- 額賀澪『沖晴くんの涙を殺して』 2023年 双葉文庫 ISBN 9784575526967[57]
- 方丈貴恵『少女には向かない完全犯罪』 2024年 講談社 ISBN 9784065367100[58]

### CDジャケット作画
- SANOVA『Cloud9』2017年 ビクターエンタテインメント[59]
- SANOVA『Elevation』2017年 ビクターエンタテインメント[60]
- SANOVA『BLISS』2018年 ビクターエンタテインメント[61]
- SANOVA『ZIPANG』2019年 ビクターエンタテインメント[62]
- GReeeeN『星影のエール』2020年 ユニバーサルミュージック[63]
- SANOVA『ZIPANG弐nd』2020年 ビクターエンタテインメント[64]

### ミュージックビデオ作画
- Yu Namikoshi『SKY ADVENTURE』2015年 YouTube[65]
- Yu Namikoshi『Battle 10』2015年 YouTube[66]
- スピラ・スピカ『桜が咲く頃』2019年 YouTube - Lyric Video[67]
- cadode『ワンダー』2020年 YouTube[68]
- ミセカイ『Ever』2023年 YouTube[69]